# Honda Grand Prix of St. Petersburg 2013
Der Honda Grand Prix of St. Petersburg 2013 fand am 24. März in den Streets of St. Petersburg in Saint Petersburg, Florida, Vereinigte Staaten statt und war das erste Rennen der IndyCar Series 2013.

## Berichte

### Hintergrund
Die Renndistanz wurde im Vergleich zum Vorjahr um zehn Runden verlängert. Damit war eine Zwei-Stopp-Strategie mit Spritsparen nicht mehr durchführbar.
Beim Honda Grand Prix of St. Petersburg standen den Fahrern insgesamt 150 Sekunden zur Nutzung des Push-To-Pass-Buttons zu. Die Überholhilfe durfte im Rennen zehnmal aktiviert werden.
Nach dem Rückzug von Lotus als Motorenlieferanten gab es in der IndyCar Series 2013 einen Zweikampf zwischen Chevrolet und Honda.
Tristan Vautier debütierte bei diesem Grand Prix für Schmidt Peterson Motorsports in der IndyCar Series. Ana Beatriz (Dale Coyne Racing) und Sébastien Bourdais (Dragon Racing) kehrten ins Cockpit zurück. James Jakes (Rahal Letterman Lanigan Racing), Graham Rahal (Rahal Letterman Lanigan Racing), Sebastián Saavedra (Dragon Racing), Takuma Satō (A. J. Foyt Enterprises), Simona de Silvestro (KV Racing Technology) und E. J. Viso (Team Venezuela/Andretti Autosport/HVM) traten erstmals für ihre neuen Teams an.
Mit Hélio Castroneves (dreimal), Rahal, Will Power und Dario Franchitti (jeweils einmal) gingen vier ehemalige Sieger bei diesem Grand Prix an den Start.

### Training
Im ersten Training der Saison fuhr Titelverteidiger Ryan Hunter-Reay die Bestzeit vor seinem Teamkollegen James Hinchcliffe und Power. Im zweiten Training, welches ebenfalls am Freitag stattfand, erzielte Power die Tagesbestzeit von Hunter-Reay und de Silvestro. In beiden Freitagstrainings waren in den Top 10 acht Chevrolet- und zwei Honda-Piloten.
Im dritten Training war mit Satō erstmals ein Honda-Pilot an der Spitze des Zeitenklassements. Auf dem zweiten Platz folgte Power vor Hinchcliffe.

### Qualifying
Der erste Abschnitt des Zeitentrainings wurde in zwei Gruppen ausgetragen. Die sechs schnellsten Piloten jeder Gruppe kamen ins zweite Segment. Die restlichen Startpositionen wurden aus dem Ergebnis des ersten Qualifyingabschnitts bestimmt, wobei den Fahrern der ersten Gruppe die ungeraden Positionen ab 13, und den Fahrern der zweiten Gruppe die geraden Positionen ab 14 zugewiesen wurden. In der zweiten Gruppe war zum Ende keine Zeitenverbesserung mehr möglich, da Jakes in Kurve 10 ein Honda-Sponsorenbanner auf die Strecke geschleudert hatte. In der ersten Gruppe fuhr Castroneves die schnellste Runde, in der zweiten Gruppe war Power der schnellste Pilot.
Im zweiten Segment der Qualifikation qualifizierten sich die sechs schnellsten Fahrer für den finalen Abschnitt. Power erzielte die schnellste Rundenzeit. Neben ihm schafften es Satō, de Silvestro, Castroneves, Hinchcliffe und Vautier in den dritten Teil des Qualifyings, die sogenannten Firestone Fast Six.
Power fuhr schließlich die schnellste Zeit und erzielte die Pole-Position vor Satō und de Silvestro. Es war die vierte Pole-Position von Power in Folge in Saint Petersburg sowie die 30. IndyCar-Pole seiner Karriere.

### Abschlusstraining
Im Abschlusstraining fuhr Hunter-Reay die schnellste Runde. Zweiter wurde Charlie Kimball vor Scott Dixon.

### Rennen
Beim Start behielt Power die Führung vor Satō, Hinchcliffe, Castroneves und de Silvestro. Power setzte sich in der Anfangsphase vom restlichen Feld ab. In der 14. Runde begannen die ersten Boxenstopps. Zunächst gingen die Piloten aus dem hinteren Feld an die Box. In der 19. Runde absolvierte Franchitti seinen Stopp. Mit den kalten Reifen machte er einen Fehler und kam auf den Gummiabrieb. Dadurch verlor er die Kontrolle über sein Fahrzeug, rutschte in die Mauer und schied aus. Dieser Unfall löste eine Gelbphase aus, in der die restlichen Piloten an die Box gingen. Dabei behielt Power die Führung. Castroneves lag auf dem zweiten Platz.
Beim Restart überholte Castroneves einen Teamkollegen Power und übernahm die Führung. Hinter den beiden tauschten Hinchcliffe und Satō die Plätze. Im hinteren Teil des Feldes kam es zu einer kurzzeitigen Streckenblockade, da mehrere Fahrer in der achten Kurve aneinandergerieten. Alle Piloten fuhren jedoch weiter. J. R. Hildebrand, der in die Blockade verwickelt war, wurde schließlich in der zehnten Kurve von Saavedra gedreht, wodurch eine zweite Gelbphase ausgelöst wurde. In dieser gab Simon Pagenaud mit Auspuffproblemen auf.
Beim Restart ging Hinchcliffe an Power vorbei auf den zweiten Platz. Hinter dem Spitzentrio verlor Satō, der Reifendruck Probleme hatte, kurz hintereinander zwei Positionen an de Silvestro und Vautier. Castroneves gelang es nicht, sich an der Spitze abzusetzen. Die ersten vier Fahrer lagen eng beieinander, Vautier fuhr für sich zwischen dem Führungsquartett und Satō, der führte eine Gruppe mit sieben Fahrzeugen anführte.
In der 45. Runde kam es zu einer weiteren Gelbphase, da Trümmerteile in der 14. Kurve lagen. In der Gelbphase stoppten die meisten Piloten ein weiteres Mal. Oriol Servià blieb unter anderem draußen und übernahm dadurch die Führung vor Castroneves und Power, der an der Box an Hinchcliffe vorbeigegangen war. In der Gelbphase blieb Josef Newgarden mit Kupplungsproblemen stehen und schied aus, wodurch sich die Gelbphase länger hinzog. Kurz nach dem Restart schied auch Beatriz mit technischen Problemen aus.
Beim Restart überholte Hinchcliffe erneut Power und Vautier ging an de Silvestro vorbei. In der 62. Runde fuhr Servià an die Box. Dabei gab es ein technisches Problem und war nicht in der Lage einen Gang einzulegen. Wenig später stand auch Hunter-Reay mit einem ähnlichen Problem länger an der Box. Beide Fahrer gingen mit mehreren Runden Rückstand zurück auf die Strecke. Servià beendete das Rennen, Hunter-Reay gab schließlich auf. In der 70. Runde schied Vautier, der durchgängig in den Top 6 fuhr, mit technischen Problemen an der Box aus. Wenige Runden später fuhr Saavedra in der zehnten Kurve in die Reifenstapel, was sein Rennen beendete. Dieser Unfall löste eine Gelbphase aus. In dieser absolvierten die Fahrer ihre letzten Tankstopps. Während der Gelbphase fuhr Hildebrand über das Auto von Power. Dabei wurde Powers rechter Spiegel und sein rechter Hinterreifen beschädigt. Für Hildebrand war das Rennen beendet, Power kam mehrfach zu Reparaturstopps an die Box, blieb aber in der Führungsrunde.
Beim Restart machte Castroneves einen Fehler und rutschte auf die Außenbahn. Das ermöglichte Hinchcliffe an ihm vorbei in Führung zugehen. De Silvestro behielt die dritte Position. Ihr Teamkollege Tony Kanaan ging an Marco Andretti und Dixon vorbei und übernahm den vierten Platz. Power machte im Mittelfeld zunächst ein paar Positionen gut, fuhr jedoch schließlich mit Problemen in die Auslaufzone und kam mit mehreren Runden Rückstand ins Ziel.
Während sich Hinchcliffe und Castroneves an der Spitze absetzten, hielt de Silvestro, deren Hinterreifen stark abbauten, mehrere Fahrer auf. De Silvestro verwendete in der Schlussphase einen gebrauchten Satz der Reifenmischung Red. Ihr Teamkollege Kanaan griff sie jedoch nicht an. In der 105. Runde ging Andretti an Kanaan vorbei und setzte schließlich de Silvestro unter Druck. In der zweitletzten Runde kam de Silvestro in der letzten Kurve zu weit nach außen, wodurch Andretti und Kanaan an ihr vorbeizogen. Eine Runde später hatte de Silvestro in der letzten Kurve erneut ein Problem und wurde auch von Dixon überholt.
Hinchcliffe gewann schließlich das Rennen und erzielte damit seinen ersten IndyCar-Sieg vor Castroneves und Andretti. Die Top 10 komplettierten Kanaan, Dixon, de Silvestro, Viso, Satō, Justin Wilson und Alex Tagliani.
Es war der erste IndyCar-Sieg eines Kanadiers seit Paul Tracys Sieg in der Champ-Car-Serie beim Grand Prix of Cleveland 2007. Hinchcliffe wurde zum 207. Fahrer, der ein IndyCar-Rennen gewann.
Hinchcliffe widmete seinen ersten Sieg dem 2011 tödlich verunglückten Dan Wheldon. Wheldon lebte in Saint Petersburg und war ursprünglich für das Fahrzeug, das nun Hinchcliffe fuhr, vorgesehen.

## Meldeliste
Alle Teams und Fahrer verwendeten das Chassis Dallara DW12 mit einem Aero-Kit von Dallara und Reifen von Firestone.
| Team                                   | Nr. | Fahrer              | Motor     |
| -------------------------------------- | --- | ------------------- | --------- |
| Andretti Autosport                     | 01  | Ryan Hunter-Reay    | Chevrolet |
| Andretti Autosport                     | 25  | Marco Andretti      | Chevrolet |
| Andretti Autosport                     | 27  | James Hinchcliffe   | Chevrolet |
| Team Penske                            | 03  | Hélio Castroneves   | Chevrolet |
| Team Penske                            | 12  | Will Power          | Chevrolet |
| Panther Racing                         | 04  | J. R. Hildebrand    | Chevrolet |
| Team Venezuela/Andretti Autosport/HVM  | 05  | E. J. Viso          | Chevrolet |
| Dragon Racing                          | 06  | Sebastian Saavedra  | Chevrolet |
| Dragon Racing                          | 07  | Sébastien Bourdais  | Chevrolet |
| Target Chip Ganassi Racing             | 09  | Scott Dixon         | Honda     |
| Target Chip Ganassi Racing             | 10  | Dario Franchitti    | Honda     |
| KV Racing Technology                   | 11  | Tony Kanaan         | Chevrolet |
| KV Racing Technology                   | 78  | Simona de Silvestro | Chevrolet |
| A. J. Foyt Enterprises                 | 14  | Takuma Satō         | Honda     |
| Rahal Letterman Lanigan Racing         | 15  | Graham Rahal        | Honda     |
| Rahal Letterman Lanigan Racing         | 16  | James Jakes         | Honda     |
| Dale Coyne Racing                      | 18  | Ana Beatriz         | Honda     |
| Dale Coyne Racing                      | 19  | Justin Wilson       | Honda     |
| Ed Carpenter Racing                    | 20  | Ed Carpenter        | Chevrolet |
| Panther DRR                            | 22  | Oriol Servià        | Chevrolet |
| Schmidt Peterson Motorsports           | 55  | Tristan Vautier     | Honda     |
| Sarah Fisher Hartman Racing            | 67  | Josef Newgarden     | Honda     |
| Schmidt-Hamilton Motorsports           | 77  | Simon Pagenaud      | Honda     |
| Novo Nordisk Chip Ganassi Racing       | 83  | Charlie Kimball     | Honda     |
| Bryan Herta Autosport w/Curb-Agajanian | 98  | Alex Tagliani       | Honda     |

Quelle: 

## Klassifikationen

### Qualifying
| Pos. | Fahrer              | Team                                   | Fahrzeug          | Gruppe 1  | Gruppe 2  | Top 12    | FF6       | Start |
| ---- | ------------------- | -------------------------------------- | ----------------- | --------- | --------- | --------- | --------- | ----- |
| 01   | Will Power          | Team Penske                            | Dallara-Chevrolet | —         | 1:01,4041 | 1:01,3034 | 1:01,2070 | 01    |
| 02   | Takuma Satō         | A. J. Foyt Enterprises                 | Dallara-Honda     | —         | 1:01,4485 | 1:01,3989 | 1:01,5776 | 02    |
| 03   | Simona de Silvestro | KV Racing Technology                   | Dallara-Chevrolet | —         | 1:01,8699 | 1:01,4017 | 1:01,7670 | 03    |
| 04   | James Hinchcliffe   | Andretti Autosport                     | Dallara-Chevrolet | 1:01,7790 | —         | 1:01,6343 | 1:01,8229 | 04    |
| 05   | Hélio Castroneves   | Team Penske                            | Dallara-Chevrolet | 1:01,5127 | —         | 1:01,4044 | 1:01,8991 | 05    |
| 06   | Tristan Vautier     | Schmidt Peterson Motorsports           | Dallara-Honda     | —         | 1:02,0138 | 1:01,6631 | 1:02,0645 | 06    |
| 07   | Marco Andretti      | Andretti Autosport                     | Dallara-Chevrolet | 1:02,1560 | —         | 1:01,6883 | —         | 07    |
| 08   | Ryan Hunter-Reay    | Andretti Autosport                     | Dallara-Chevrolet | 1:01,8927 | —         | 1:01,7339 | —         | 08    |
| 09   | Sebastian Saavedra  | Dragon Racing                          | Dallara-Chevrolet | 1:01,7530 | —         | 1:01,7944 | —         | 09    |
| 10   | Dario Franchitti    | Target Chip Ganassi Racing             | Dallara-Honda     | —         | 1:01,9172 | 1:01,8150 | —         | 10    |
| 11   | Tony Kanaan         | KV Racing Technology                   | Dallara-Chevrolet | —         | 1:01,7760 | 1:01,9139 | —         | 11    |
| 12   | Oriol Servià        | Panther DRR                            | Dallara-Chevrolet | 1:01,9494 | —         | 1:02,1483 | —         | 12    |
| 13   | Justin Wilson       | Dale Coyne Racing                      | Dallara-Honda     | 1:02,1777 | —         | —         | —         | 13    |
| 14   | Charlie Kimball     | Novo Nordisk Chip Ganassi Racing       | Dallara-Honda     | —         | 1:02,1198 | —         | —         | 14    |
| 15   | Graham Rahal        | Rahal Letterman Lanigan Racing         | Dallara-Honda     | 1:02,2709 | —         | —         | —         | 15    |
| 16   | Josef Newgarden     | Sarah Fisher Hartman Racing            | Dallara-Honda     | —         | 1:02,1592 | —         | —         | 16    |
| 17   | Alex Tagliani       | Bryan Herta Autosport w/Curb-Agajanian | Dallara-Honda     | 1:02,3328 | —         | —         | —         | 17    |
| 18   | James Jakes         | Rahal Letterman Lanigan Racing         | Dallara-Honda     | —         | 1:02,1658 | —         | —         | 18    |
| 19   | Simon Pagenaud      | Schmidt-Hamilton Motorsports           | Dallara-Honda     | 1:02,4736 | —         | —         | —         | 19    |
| 20   | Scott Dixon         | Target Chip Ganassi Racing             | Dallara-Honda     | —         | 1:02,1715 | —         | —         | 20    |
| 21   | Sébastien Bourdais  | Dragon Racing                          | Dallara-Chevrolet | 1:02,6537 | —         | —         | —         | 21    |
| 22   | E. J. Viso          | Team Venezuela/Andretti Autosport/HVM  | Dallara-Chevrolet | —         | 1:02,1986 | —         | —         | 22    |
| 23   | Ed Carpenter        | Ed Carpenter Racing                    | Dallara-Chevrolet | 1:02,6634 | —         | —         | —         | 23    |
| 24   | J. R. Hildebrand    | Panther Racing                         | Dallara-Chevrolet | —         | 1:02,3179 | —         | —         | 24    |
| 25   | Ana Beatriz         | Dale Coyne Racing                      | Dallara-Honda     | —         | 1:03,2551 | —         | —         | 25    |

Quellen: 

### Rennen
| Pos. | Fahrer              | Team                                   | Fahrzeug          | Runden | Zeit         | Start | Führungsrunden |
| ---- | ------------------- | -------------------------------------- | ----------------- | ------ | ------------ | ----- | -------------- |
| 01   | James Hinchcliffe   | Andretti Autosport                     | Dallara-Chevrolet | 110    | 2:22:12,5502 | 04    | 26             |
| 02   | Hélio Castroneves   | Team Penske                            | Dallara-Chevrolet | 110    | + 1,0982     | 05    | 42             |
| 03   | Marco Andretti      | Andretti Autosport                     | Dallara-Chevrolet | 110    | + 16,3664    | 07    | 0              |
| 04   | Tony Kanaan         | KV Racing Technology                   | Dallara-Chevrolet | 110    | + 19,6083    | 11    | 0              |
| 05   | Scott Dixon         | Target Chip Ganassi Racing             | Dallara-Honda     | 110    | + 20,7627    | 20    | 0              |
| 06   | Simona de Silvestro | KV Racing Technology                   | Dallara-Chevrolet | 110    | + 20,7890    | 03    | 0              |
| 07   | E. J. Viso          | Team Venezuela/Andretti Autosport/HVM  | Dallara-Chevrolet | 110    | + 20,8229    | 22    | 0              |
| 08   | Takuma Satō         | A. J. Foyt Enterprises                 | Dallara-Honda     | 110    | + 21,1878    | 02    | 0              |
| 09   | Justin Wilson       | Dale Coyne Racing                      | Dallara-Honda     | 110    | + 21,6832    | 13    | 0              |
| 10   | Alex Tagliani       | Bryan Herta Autosport w/Curb-Agajanian | Dallara-Honda     | 110    | + 22,5569    | 17    | 0              |
| 11   | Sébastien Bourdais  | Dragon Racing                          | Dallara-Chevrolet | 110    | + 22,7354    | 21    | 0              |
| 12   | Charlie Kimball     | Novo Nordisk Chip Ganassi Racing       | Dallara-Honda     | 110    | + 24,5429    | 14    | 0              |
| 13   | Graham Rahal        | Rahal Letterman Lanigan Racing         | Dallara-Honda     | 110    | + 37,5324    | 15    | 0              |
| 14   | Ed Carpenter        | Ed Carpenter Racing                    | Dallara-Chevrolet | 110    | + 45,2054    | 23    | 0              |
| 15   | James Jakes         | Rahal Letterman Lanigan Racing         | Dallara-Honda     | 110    | + 45,7793    | 18    | 0              |
| 16   | Will Power          | Team Penske                            | Dallara-Chevrolet | 107    | + 3 Runden   | 01    | 26             |
| 17   | Oriol Servià        | Panther DRR                            | Dallara-Chevrolet | 104    | + 6 Runden   | 12    | 16             |
| 18   | Ryan Hunter-Reay    | Andretti Autosport                     | Dallara-Chevrolet | 079    | DNF          | 08    | 0              |
| 19   | J. R. Hildebrand    | Panther Racing                         | Dallara-Chevrolet | 078    | DNF          | 24    | 0              |
| 20   | Sebastian Saavedra  | Dragon Racing                          | Dallara-Chevrolet | 072    | DNF          | 09    | 0              |
| 21   | Tristan Vautier     | Schmidt Peterson Motorsports           | Dallara-Honda     | 069    | DNF          | 06    | 0              |
| 22   | Ana Beatriz         | Dale Coyne Racing                      | Dallara-Honda     | 055    | DNF          | 25    | 0              |
| 23   | Josef Newgarden     | Sarah Fisher Hartman Racing            | Dallara-Honda     | 050    | DNF          | 16    | 0              |
| 24   | Simon Pagenaud      | Schmidt-Hamilton Motorsports           | Dallara-Honda     | 026    | DNF          | 19    | 0              |
| 25   | Dario Franchitti    | Target Chip Ganassi Racing             | Dallara-Honda     | 018    | DNF          | 10    | 0              |

Quellen: 

#### Führungsabschnitte
| Abschnitt | Runden | Fahrer            |
| --------- | ------ | ----------------- |
| 1         | 1–26   | Will Power        |
| 2         | 27–45  | Hélio Castroneves |
| 3         | 46–61  | Oriol Servià      |
| 4         | 62–84  | Hélio Castroneves |
| 5         | 85–110 | James Hinchcliffe |

Quellen: 

#### Gelbphasen
| Nr. | Dauer | Runden | Grund für Gelbphase                                                    |
| --- | ----- | ------ | ---------------------------------------------------------------------- |
| 1   | 20–25 | 6      | Kontakt: Dario Franchitti (#10) in Kurve 3                             |
| 2   | 28–31 | 4      | Kontakt: J. R. Hildebrand (#4) und Sebastián Saavedra (#6) in Kurve 10 |
| 3   | 45–53 | 9      | Trümmerteile: Kurve 14                                                 |
| 4   | 74–83 | 10     | Kontakt: Sebastián Saavedra (#6) in Kurve 10                           |

Quellen: 

## Punktestände nach dem Rennen

### Fahrerwertung
Die Punktevergabe wird hier erläutert.
| Pos. | Fahrer              | Punkte |
| ---- | ------------------- | ------ |
| 01.  | James Hinchcliffe   | 51     |
| 02.  | Hélio Castroneves   | 43     |
| 03.  | Marco Andretti      | 35     |
| 04.  | Tony Kanaan         | 32     |
| 05.  | Scott Dixon         | 30     |
| 06.  | Simona de Silvestro | 28     |
| 07.  | E. J. Viso          | 26     |
| 08.  | Takuma Satō         | 24     |
| 09.  | Justin Wilson       | 22     |

| Pos. | Fahrer             | Punkte |
| ---- | ------------------ | ------ |
| 10.  | Alex Tagliani      | 20     |
| 11.  | Sébastien Bourdais | 19     |
| 12.  | Charlie Kimball    | 18     |
| 13.  | Graham Rahal       | 17     |
| 14.  | Ed Carpenter       | 16     |
| 15.  | Will Power         | 16     |
| 16.  | James Jakes        | 15     |
| 17.  | Oriol Servià       | 14     |
| 18.  | Ryan Hunter-Reay   | 12     |

| Pos. | Fahrer             | Punkte |
| ---- | ------------------ | ------ |
| 19.  | J. R. Hildebrand   | 11     |
| 20.  | Sebastian Saavedra | 10     |
| 21.  | Tristan Vautier    | 9      |
| 22.  | Ana Beatriz        | 8      |
| 23.  | Josef Newgarden    | 7      |
| 24.  | Simon Pagenaud     | 6      |
| 25.  | Dario Franchitti   | 5      |